# Muñana
Muñana ist ein Ort und eine zentralspanische Gemeinde (municipio) mit 502 Einwohnern (Stand: 2024) im Zentrum der Provinz Ávila in der Autonomen Gemeinschaft Kastilien-León.

## Lage
Der Ort Muñana liegt im äußersten Westen des Valle de Amblés auf der Nordseite des Iberischen Scheidegebirges in einer Höhe von ca. 1170 m ü. d. M. Die Stadt Ávila ist gut 34 km (Fahrtstrecke) in nordöstlicher Richtung entfernt. Der Río Adaja, ein Nebenfluss des Duero, fließt etwa 3 km südlich am Ort vorbei. Das Klima im Winter ist kühl, im Sommer dagegen trotz der Höhenlage durchaus warm; die geringen Niederschlagsmengen (ca. 450 mm/Jahr) fallen – mit Ausnahme der nahezu regenlosen Sommermonate – verteilt übers ganze Jahr.

## Bevölkerungsentwicklung
| Jahr      | 1857 | 1900 | 1950  | 2000 | 2017 |
| Einwohner | 866  | 849  | 1.079 | 576  | 408  |

Der deutliche Bevölkerungsrückgang seit den 1950er Jahren ist im Wesentlichen auf die Mechanisierung der Landwirtschaft und den damit einhergehenden Verlust an Arbeitsplätzen zurückzuführen.

## Wirtschaft
Die Landwirtschaft (insbesondere die Viehzucht) spielt traditionell die größte Rolle im früher auf Selbstversorgung basierenden Wirtschaftsleben der Gemeinde. Der Ort gilt als Zentrum der Fleischproduktion im Valle de Amblés. Auf einem nahegelegenen Bergrücken befinden sich mehrere Windkraftanlagen. Einnahmen aus dem Tourismus in Form der Vermietung von Ferienwohnungen (casas rurales) sind in den letzten Jahrzehnten des 20. Jahrhunderts hinzugekommen.

## Geschichte
Im ersten Jahrtausend v. Chr. gehörte das Gemeindegebiet zum Siedlungsgebiet der keltischen Vettonen. Römische, westgotische und selbst arabisch-maurische Spuren fehlen. Im 11. und 12. Jahrhundert wurde das Valle de Amblés von den Christen wahrscheinlich mehr oder weniger kampflos zurückerobert (reconquista) und anschließend neu oder wieder besiedelt (repoblación).

## Sehenswürdigkeiten

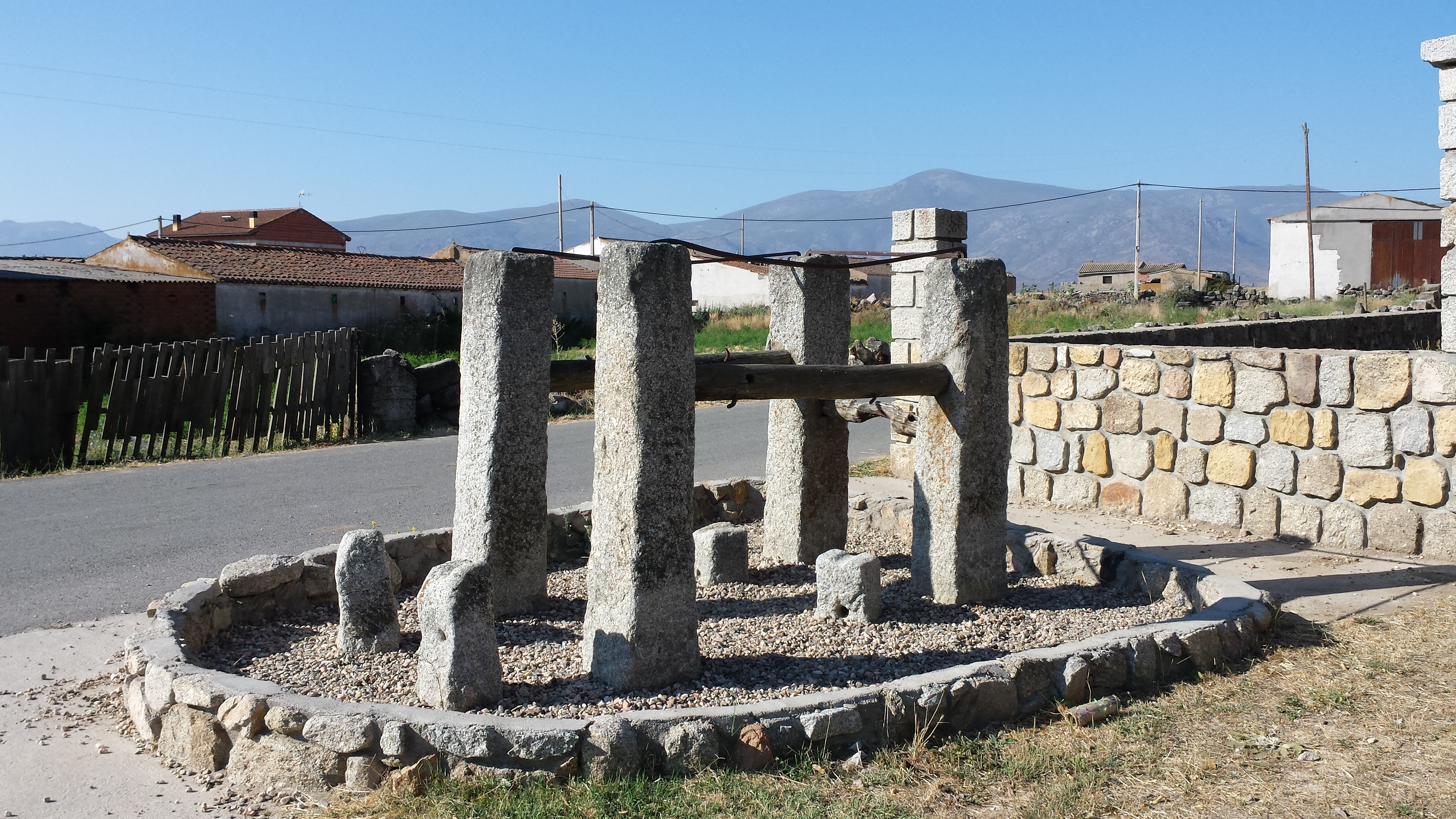
Klauenstand (potro de herrar)

- Die Pfarrkirche San Esteban Protomártir ist dem Erzmärtyrer Stephanus geweiht und stammt aus dem 15./16. Jahrhundert; über der schmucklosen Westfassade befindet sich ein Glockengiebel (espadaña). Das dreischiffige Innere wird von einer für die Gegend typischen Artesonado-Holzbalkendecke mit Zugankern überspannt; die etwas höhere und polygonal gebrochene Apsis zeigt hingegen ein Sterngewölbe im Stil der Spätgotik und ein barockes Altarretabel (retablo). Zwei weitere vergoldete Schnitzaltäre befinden sich an den Rückwänden der Seitenschiffe.[5][6]
- Am Ortsrand befindet sich ein Klauenstand (potro de herrar) aus Granitsteinen, der auf die einst wichtige Rolle der Viehzucht verweist. Neben dem im Weiler Blacha in der Gemeinde La Torre ist es der einzige (erhaltene) seiner Art im Valle de Amblés.

Umgebung
- Beim Friedhof (cemeterio) des Ortes steht die von einem einfache Glockengiebel überragte und mit einer kleinen Vorhalle (portico) versehene Ermita de Nuestra Señora de la Zarza.[7]
- Eine in Muñana gefundene Steinfigur eines Stieres(?) (verraco) wurde bereits im 19. Jahrhundert nach Ávila verbracht.